# Michel Jean Joseph Brial
Pour les articles homonymes, voir Brial.
Michel Jean Joseph Brial, dit Dom Brial, né à Perpignan le 26 mai 1743 et mort à Paris le 24 mai 1828, est un moine bénédictin et historien français.

## Biographie
Né d’une famille originaire de Baixas, il entre en 1764 chez les bénédictins (couvent de la Daurade) de Toulouse. Il est admis dans les ordres mineurs à Carcassonne trois ans plus tard et il est ordonné prêtre à Bazas en 1770. Il continue d'enseigner la philosophie à Toulouse jusqu'à son départ à Paris. À partir de 1771, il demeure à Paris, d'abord au monastère des Blancs-Manteaux, puis à l'abbaye de Saint-Maur lorsque ce monastère est supprimé en 1790.
Brial est le continuateur de l'Histoire littéraire de la France, ouvrage commencé par les religieux de sa congrégation, ainsi que du Recueil des historiens des Gaules et de la France de Martin Bouquet, dont il rédige les volumes 14 à 18. Il est élu membre de l'Académie des inscriptions et belles-lettres en 1804.
Peu de temps avant sa mort en 1828, il fonda avec ses propres revenus des écoles gratuites de garçons et de filles pour les pauvres des communes de Baixas et de Pia (66).